# Łukowycia (hromada Czahor)
Łukowycia (ukr. Луковиця) – wieś na Ukrainie, w obwodzie czerniowieckim, w rejonie czerniowieckim, w hromadzie Czahor. W 2001 liczyła 1412 mieszkańców, wśród których 1375 wskazało jako ojczysty język ukraiński, 3 rosyjski, 15 mołdawski, a 19 rumuński.